# Бесс із Гардвіка

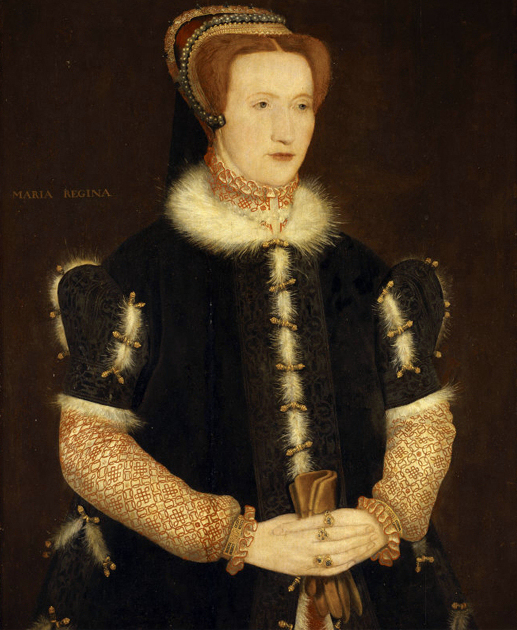
Бесс із Гардвіка, бл.1555

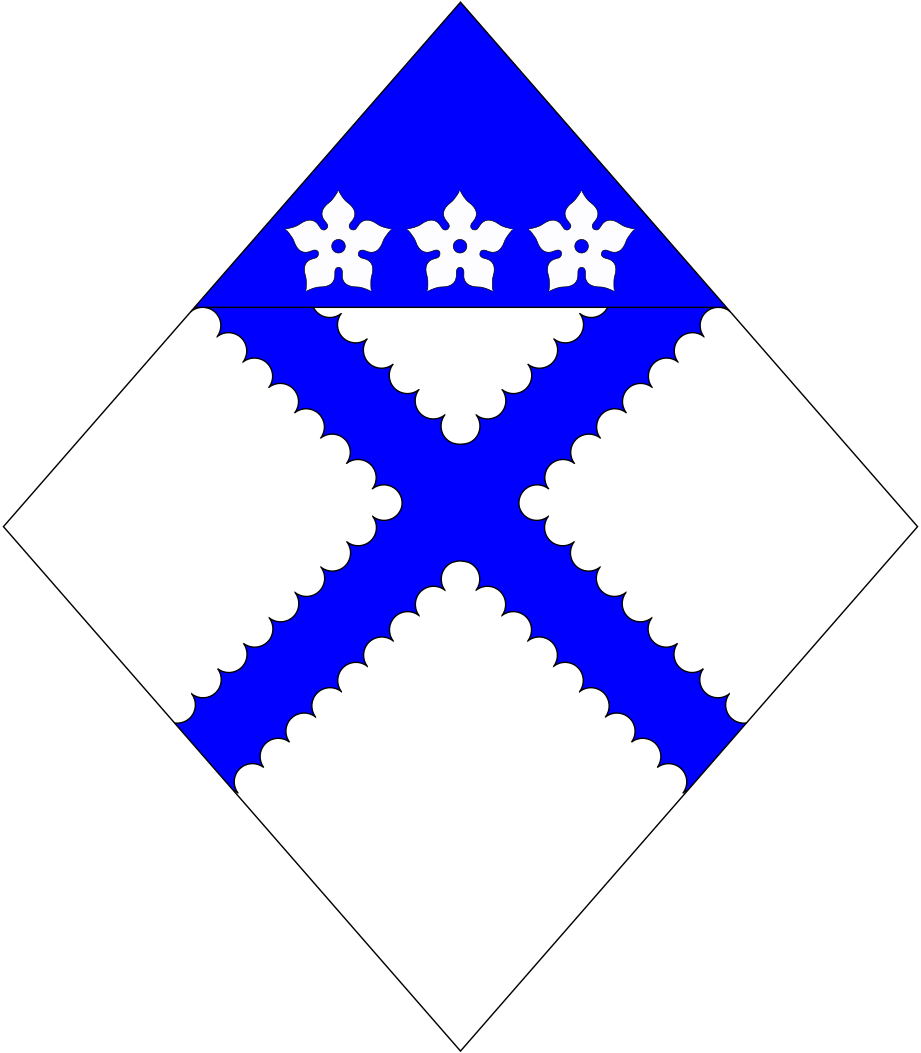
Герб Елізабет Гардвік

Елізабет Гардвік, графиня Шрусбері (1527—1608), була англійською дворянкою. Знана як Бесс із Гардвіка.

## Походження та шлюби
Вона походила з англійської дворянської родини і була дочкою та спадкоємицею Джона Гардвіка, лорда Гардвік-Олд-голлу в Дербіширі, та його дружини Елізабет Лік.
У чотирнадцять років Бесс вийшла заміж вперше. Її чоловіком став дванадцятирічний Роберт Барлов, спадкоємець сусіднього маєтку. Шлюб, ймовірно, не був консумований, оскільки обоє були дуже молодими, а Роберт також був важко хворий. Після його ранньої смерті Бесс успадкувала третину його маєтку.
У 1547 році вона вийшла заміж за сера Вільяма Кавендіша, двічі овдовілого, більш ніж удвічі старшого за неї, від якого народила двох дочок. У шлюбі народилося восьмеро дітей, з яких троє синів і три дочки пережили ранні роки. Лише двоє дітей померли немовлятами — невелика кількість у той час, коли дитяча смертність зазвичай була високою.
Вільям Кавендіш помер у 1557 році. У 1559 році Бесс вийшла заміж за свого третього чоловіка, сера Вільяма Сент-Лу, землевласника і слугу королеви Єлизавети I. Сент-Лу також мав двох дочок від попереднього шлюбу. У 1564 або 1565 році Вільям Сент-Лу помер за загадкових обставин; його, ймовірно, отруїв молодший брат. Сент-Лу заповів весь свій маєток Бесс, яка тепер відповідала за десятьох дітей — шістьох власних і двох падчерок своїх покійних чоловіків.
Тепер Бесс була багатою вдовою, і зв'язок Сент-Лу з двором забезпечив їй посаду леді спальні королеви Єлизавети. Вона все ще була привабливою жінкою і в доброму здоров'ї, що привертало до неї багатьох залицяльників.
У 1568 році за згодою королеви Бесс вийшла заміж за свого четвертого чоловіка Джорджа Телбота, 6-го Графа Шрусбері, найстаршого за граф Англії, який вже мав семеро дітей. Син Шрусбері одружився з донькою Бесс, дочка Шрусбері вийшла заміж за сина Бесс. Завдяки йому Бесс отримала титул ввічливості графині Шрусбері.

## Онука Бесс Арабелла Стюарт
У 1574 році, без відома королеви та Шрусбері, Бесс видала свою доньку Єлизавету за Чарльза Стюарта, молодшого брата Генрі Стюарта, лорда Дарнлі і, отже, зятя Марії Стюарт. Сім'я Чарльза Стюарта претендувала на англійський престол, тому жоден член сім'ї не міг одружитися без дозволу королеви. Можливі нащадки становили загрозу для королеви Єлизавети, легітимність якої викликала сумнів упродовж усього її життя. Мати Чарльза Стюарта, Марґарет Даґлас, деякий час провела в Тауері. Бесс також була викликана до Лондона, але не підкорилася і дочекалася, поки шум вщухне. У шлюбі, який вона влаштувала, народилася донька Арабелла Стюарт.

## Перебування Марії Стюарт в ув'язненні в маєтку Бесс
Бесс і Шрусбері досягли особливої слави завдяки своїй «гості» Марії Стюарт, яка провела п'ятнадцять років (1569—1584) свого англійського ув'язнення у Шрусбері. Протягом деякого часу між Бесс і Шрусбері були сімейні суперечки, які погіршилися через присутність Марії. Очевидно, Бесс припускала, що її чоловік мав роман з ув'язненою, але це малоймовірно, враховуючи суворі моральні норми та слабке здоров'я Шрусбері. І останнє, але не менш важливе: турбота про шотландську королеву означала величезний фінансовий тягар для Шрусбері, оскільки королева Єлизавета надавала великого значення тому, щоб її двоюрідна сестра була потрактована відповідно до її статусу, щоб максимально уникнути звинувачення у ворожості.
У 1584 році Марія Стюарт була передана під опіку Аміасу Полету. До цього часу Бесс і її чоловік розлучилися.

## Будівельні проєкти
Бесс найбільше відома своїми будівельними проєктами, зокрема ГГардвік-Голлу і Чатсворт-гаузу, нині резиденція герцогів Девонширських, нащадків Бесс та її другого чоловіка, який досі носить прізвище Кавендіш.

## Вебпосилання
- Elizabeth Hardwicke auf thepeerage.com